# 브라이언 칭
브라이언 칭(Brian Ching, 1978년 5월 24일, 하와이주 할레이와 ~ )은 미국의 전 축구 선수이다. 그는 중국계 미국인 아버지와 유럽계 미국인 어머니 사이에서 태어났다.

## 선수 경력

### 클럽 경력
그는 1996년부터 2000년까지 곤자가 대학교에서 대학 축구 선수 생활을 지냈으며, 1998년부터 1999년까지는 USL 프리미어 디벨로프먼트 리그의 스포캔 섀도 소속으로 활동하기도 했다. 이후 그는 2001년에 메이저 리그 사커의 로스앤젤레스 갤럭시로 이적했으며, 2002년에 USL 퍼스트 디비전의 시애틀 사운더스로 이적하였다.
그는 2003년에 새너제이 어스퀘이크스로 이적하면서 메이저 리그 사커로 복귀하였다. 이후 그는 2006년에 휴스턴 다이너모로 이적했으며, 같은 해에 열린 MLS 컵에서 팀을 우승으로 이끌었다. 또한 그는 2006년 MLS 컵에서 대회 MVP로 선정되었을 뿐만 아니라, 2006년 9월 30일에 열린 D.C. 유나이티드와의 경기에서 기록한 자신의 골이 MLS 올해의 골로 선정되기도 했다.

### 국가대표 경력

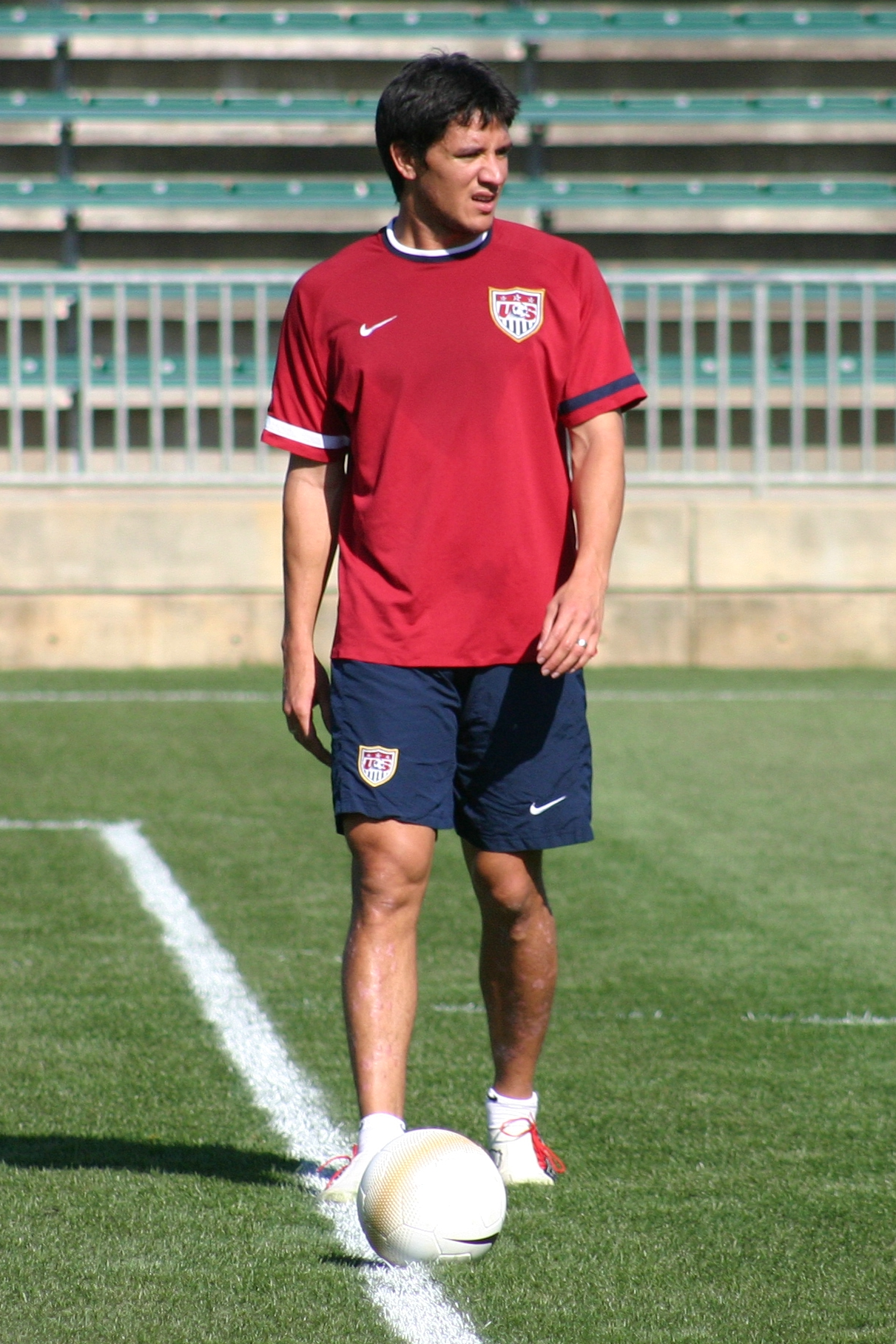
미국 대표팀의 일원으로 훈련 중인 브라이언 칭 (2006년 촬영)

그는 2003년 5월 26일에 열린 미국과 웨일스의 경기에서 데뷔했는데, 하와이주 출신 선수가 미국 대표팀 선수로 발탁된 것은 그가 처음이며 중국계 미국인 선수로는 그가 두 번째이다. 이후 그는 2004년 8월 18일 킹스턴에 열린 미국과 자메이카의 2006년 FIFA 월드컵 북중미 지역 예선 경기에서 자신의 A매치 첫 골을 넣었으며, 2006년 FIFA 월드컵에서 미국 대표팀의 일원으로 출전하였다.
그는 2007년 CONCACAF 골드컵에서 트리니다드 토바고를 상대로 득점을 올렸으며, 2008년 6월 15일에 열린 미국과 바베이도스의 2010년 FIFA 월드컵 북중미 지역 예선 경기에서 2골을 넣기도 했다. 하지만 그는 2010년 FIFA 월드컵에서 미국 대표팀의 일원으로 선발되지 못했다.

## 같이 보기
- 프랜차이즈 선수